# Bąków-Kolonia
Bąków-Kolonia (prononciation : [ˈbɔnkuf kɔˈlɔɲa]) est un village polonais de la gmina de Rusinów dans le powiat de Przysucha de la voïvodie de Mazovie dans le centre-est de la Pologne.

## Histoire
De 1975 à 1998, le village appartenait administrativement à la voïvodie de Radom.